# مانشستر 62
نادي مانشستر 62 لكرة القدم هو نادي كرة قدم لجبل طارق يلعب في دوري جبل طارق لكرة القدم.

## تاريخ
تأسس في 1962 وسُمي على اسم مانشستر يونايتد بعدما منح المدرب السابق لمانشستر الإنجليزي مات بسبي الإذن للنادي أن يستخدموا اسمهم. يلعب النادي في الدرجة الأولى من دوري جبل طارق. يتخذ النادي من استاد فيكتوريا أرضاً له.

## الإنجازات
- دوري الدرجة الأولى (7) : 1975, 1977, 1979, 1980, 1984, 1995, 1999.
- دوري الدرجة الثانية (1) : 1974
- كأس جبل طارق (3) : 1977, 1980, 2003